# Chaetodontoplus duboulayi
Espèce
Synonymes
- Holacanthus duboulayi Günther, 1867

Statut de conservation UICN

 LC  : Préoccupation mineure
Chaetodontoplus duboulayi est une espèce de poissons de la famille des pomacanthidés.

## Description
La taille maximale de cette espèce varie de 26 cm à 29 cm selon les auteurs.

## Distribution
Elle est présente dans les récifs coralliens des eaux de la moitié nord de Australie jusqu'à l'île Lord Howe et certaines parties de l'Indonésie.